# Friedrich Braun (Sänger)
Friedrich Braun (geboren am 27. August 1872 in Zürich; gestorben am 15. September 1918 in Bielefeld) war ein Schweizer Opernsänger Seine Stimmlage war Bariton, als sein Stimmfach wird Heldenbariton genannt.

## Leben
Friedrich Braun absolvierte zunächst eine kaufmännische Ausbildung in Zürich. Er nahm danach ein Jahr Gesangsunterricht bei Gottfried Angerer an der Zürcher Musikschule und vier Jahre bei August Iffert am Musikkonservatorium in Dresden mit dem Ziel Opernsänger zu werden. Sein Bühnendebüt als Bariton hatte er 1899 am Hoftheater von Altenburg in Thüringen. Danach war er für ein Jahr (1900–1901) am Stadttheater von Lübeck und von 1902 bis 1904 am Stadttheater von Metz. Sein nächstes Engagement hatte er von 1904 bis 1907 am Essener Stadttheater. Seinen Durchbruch hatte er ab 1907 mit Verpflichtungen an den Opernhäusern Frankfurt a. M. (1907–1912) und Köln (1912–1914).
Im Jahr 1904 wirkte er bei der Eröffnungsvorstellung von Tannhäuser am Stadttheater von Dortmund mit.
Während seiner Verpflichtungen an den Opernhäusern in Deutschland, gastierte er in internationalen Wagner-Aufführungen wie beispielsweise 1904, 1906 und 1907 als Wotan im Nibelungenring, Kurwenal in Tristan und Isolde und im Fliegenden Holländer an der Covent Garden Oper in London.
Ab 1914 sang er am Stadttheater von Dortmund und gab nebenbei Gesangsunterricht.
Aufgrund einer abfälligen Äußerung über Wilhelm II. und sein Friedensangebot, die er im Beisein eines Offiziers getätigt haben soll, wurde Braun im Januar 1917 fristlos aus seinem Engagement am Stadttheater Dortmund entlassen. Die entsprechende Zeitungsmeldung zitierte Karl Kraus in der Fackel in seiner Rubrik Glossen unter der Überschrift Der Heldenbariton und die Helden.
Im Jahr 1917 gastierte er in der Schweiz und gab in der Stadtkirche von Brugg ein Konzert für deutsche gefangene Soldaten.
Ab der Saison 1918/1919 wurde er für das Stadttheater von Bielefeld verpflichtet. Dieses Engagement konnte er aufgrund seines Todes, der nach einer Magenoperation eintrat, nicht mehr antreten.
Sein Sohn Friedrich Braun (1900–1969) wurde Schauspieler.

## Rollen (Auswahl)
- Wotan im Ring des Nibelungen (Richard Wagner)
- Pogner in den Meistersingern von Nürnberg (Richard Wagner)
- Telramund in Lohengrin (Richard Wagner)
- Amonasro in Aida (Giuseppe Verdi)
- Pizarro in Fidelio (Ludwig van Beethoven)
- Nélusko in L’Africaine (Giacomo Meyerbeer)